# Enrichetta di Nassau-Weilburg (Arciduchessa d'Austria)
Enrichetta di Nassau-Weilburg (nome completo in tedesco: Henriette Alexandrine Friederike Wilhelmine von Nassau-Weilburg; Bayreuth, 30 ottobre 1797 – Vienna, 29 dicembre 1829) fu la moglie dell'Arciduca Carlo, Duca di Teschen e quindi Arciduchessa d'Austria per matrimonio. Suo marito fu un famoso generale delle Guerre napoleoniche e vincitore della Battaglia di Aspern-Essling contro Napoleone I di Francia.

## Famiglia
Enrichetta era figlia minore di Federico Guglielmo di Nassau-Weilburg, e di sua moglie, Luisa Isabella di Kirchberg. I suoi nonni paterni erano Carlo Cristiano di Nassau-Weilburg e Carolina d'Orange-Nassau metre quelli materni erano Giorgio di Sayn-Hachenburg-Kirchberg e Isabella Augusta di Reuss-Greiz.
Guglielmina Carolina era una delle figlie di Guglielmo IV di Orange-Nassau ed Anna di Hannover. Anna a sua volta era figlia di Giorgio II di Gran Bretagna e Carolina di Ansbach.

## Matrimonio

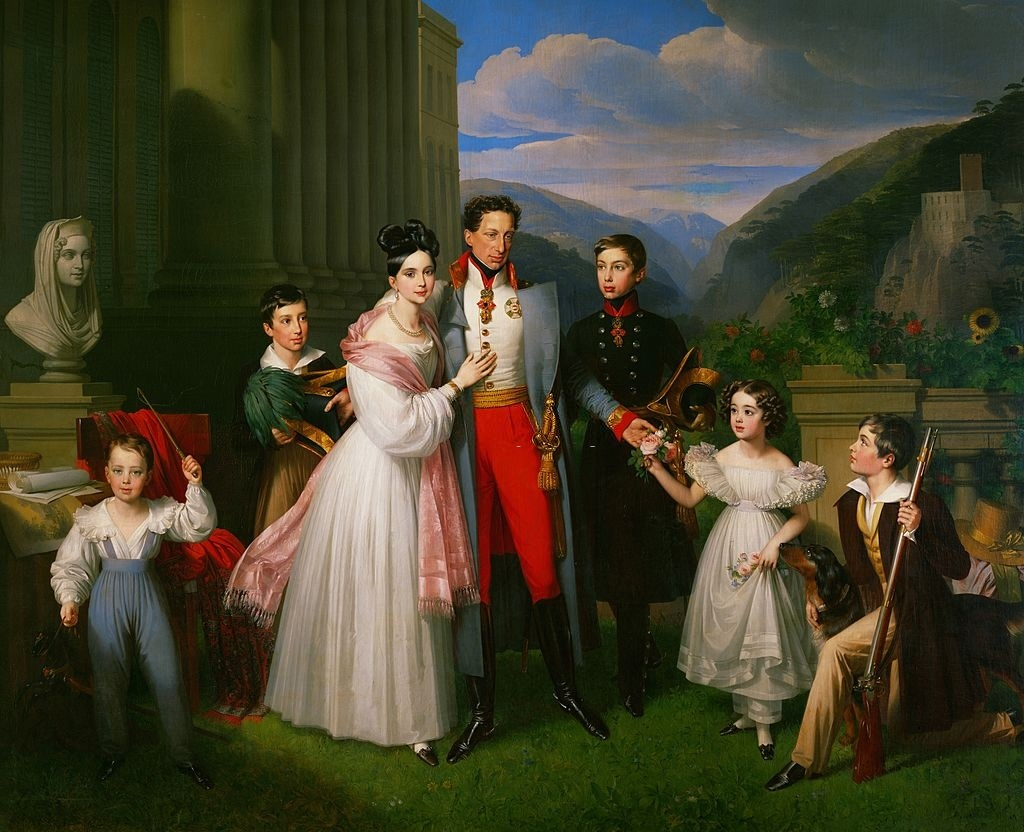
L'arciduca e i suoi figli nel 1832 (a sinistra il busto della defunta moglie).

Il 17 settembre 1815 Enrichetta sposò l'Arciduca Carlo d'Austria, fratello minore dell'imperatore Francesco I d'Austria. Enrichetta aveva diciotto anni e Carlo ne aveva quarantaquattro; nonostante la differenza di età e di religione, il matrimonio fu molto felice.
Valoroso stratega e ufficiale, l'arciduca Carlo è considerato un eroe che ha combattuto per più di vent'anni contro le ambizioni di Napoleone I. Vivendo in pensione dal 1809, l'eroe di Aspern fu nominato governatore della città di Magonza nel 1815. Adottato e cresciuto dalla zia senza figli l'arciduchessaMaria Cristina e da suo marito Alberto di Sassonia-Teschen, ereditò il Ducato di Teschen nel 1822.
La coppia ebbe sette figli:
- Maria Teresa (31 luglio 1816-8 agosto 1867), sposò Ferdinando II delle Due Sicilie, ebbe figli;
- Alberto (3 agosto 1817-18 febbraio 1895), sposò Ildegarda di Baviera, ebbe figli;
- Carlo Ferdinando (29 luglio 1818-20 novembre 1874), sposò Elisabetta Francesca d'Asburgo-Lorena, ebbe figli;
- Federico Ferdinando (14 maggio 1821-5 ottobre 1847);
- Rodolfo (25 settembre 1822-11 ottobre 1822);
- Maria Carolina (10 settembre 1825-17 luglio 1915), sposò Ranieri d'Austria, senza figli;
- Guglielmo Francesco (21 aprile 1827-29 luglio 1894).

L'arciduchessa Enrichetta introdusse alla corte austriaca la tradizione dell'albero di Natale dopo che era già stato introdotto da Fanny von Arnstein nel 1814 durante il Congresso di Vienna.

## Morte
Morì il 29 dicembre 1829, all'età di 32 anni, a causa della scarlattina che aveva contratto mentre si prendeva cura di uno dei suoi figli affetti dalla stessa malattia.
Sorse la domanda su dove sarebbe stata sepolta questa principessa non cattolica. L'imperatore Francesco I ebbe questa risposta piena di grandezza: "Era tra noi in questa vita, è normale che sia anche nella morte" e le spoglie della principessa si unirono ai membri della Casa d'Asburgo-Lorena nella Cripta Imperiale.

## Ascendenza
|                                       |                                              |                                                  | Genitori                                  |  |  | Nonni |  |  | Bisnonni                         |  |  | Trisnonni                           |  |
|                                       |                                              |                                                  |                                           |  |  |       |  |  | Carlo Augusto di Nassau-Weilburg |  |  | Giovanni Ernesto di Nassau-Weilburg |  |
|                                       |                                              |                                                  |                                           |  |  |       |  |  | Carlo Augusto di Nassau-Weilburg |  |  | Giovanni Ernesto di Nassau-Weilburg |  |
|                                       |                                              | Maria Polissena di Leiningen-Dagsburg-Hartenburg |                                           |  |  |       |  |  | Carlo Augusto di Nassau-Weilburg |  |  |                                     |  |
| Carlo Cristiano di Nassau-Weilburg    |                                              |                                                  |                                           |  |  |       |  |  | Carlo Augusto di Nassau-Weilburg |  |  |                                     |  |
|                                       |                                              | Augusta Federica Guglielmina di Nassau-Idstein   | Giorgio Augusto di Nassau-Idstein         |  |  |       |  |  |                                  |  |  |                                     |  |
|                                       |                                              | Augusta Federica Guglielmina di Nassau-Idstein   | Giorgio Augusto di Nassau-Idstein         |  |  |       |  |  |                                  |  |  |                                     |  |
|                                       |                                              | Augusta Federica Guglielmina di Nassau-Idstein   | Enrichetta Dorotea di Oettingen-Oettingen |  |  |       |  |  |                                  |  |  |                                     |  |
| Federico Guglielmo di Nassau-Weilburg |                                              | Augusta Federica Guglielmina di Nassau-Idstein   |                                           |  |  |       |  |  |                                  |  |  |                                     |  |
|                                       |                                              | Guglielmo IV di Orange-Nassau                    | Giovanni Guglielmo Friso d'Orange         |  |  |       |  |  |                                  |  |  |                                     |  |
|                                       |                                              | Guglielmo IV di Orange-Nassau                    | Giovanni Guglielmo Friso d'Orange         |  |  |       |  |  |                                  |  |  |                                     |  |
|                                       |                                              | Guglielmo IV di Orange-Nassau                    | Maria Luisa d'Assia-Kassel                |  |  |       |  |  |                                  |  |  |                                     |  |
| Carolina d'Orange-Nassau              |                                              | Guglielmo IV di Orange-Nassau                    |                                           |  |  |       |  |  |                                  |  |  |                                     |  |
|                                       |                                              | Anna di Hannover                                 | Giorgio II di Gran Bretagna               |  |  |       |  |  |                                  |  |  |                                     |  |
|                                       |                                              | Anna di Hannover                                 | Giorgio II di Gran Bretagna               |  |  |       |  |  |                                  |  |  |                                     |  |
|                                       |                                              | Anna di Hannover                                 | Carolina di Brandeburgo-Ansbach           |  |  |       |  |  |                                  |  |  |                                     |  |
| Enrichetta di Nassau-Weilberg         |                                              | Anna di Hannover                                 |                                           |  |  |       |  |  |                                  |  |  |                                     |  |
|                                       | Guglielmo Luigi di Sayn-Hachenburg-Kirchberg | …                                                |                                           |  |  |       |  |  |                                  |  |  |                                     |  |
|                                       | Guglielmo Luigi di Sayn-Hachenburg-Kirchberg | …                                                |                                           |  |  |       |  |  |                                  |  |  |                                     |  |
|                                       | Guglielmo Luigi di Sayn-Hachenburg-Kirchberg | …                                                |                                           |  |  |       |  |  |                                  |  |  |                                     |  |
| Giorgio di Sayn-Hachenburg-Kirchberg  | Guglielmo Luigi di Sayn-Hachenburg-Kirchberg |                                                  |                                           |  |  |       |  |  |                                  |  |  |                                     |  |
|                                       |                                              | Luisa di Salm-Dhaun                              | …                                         |  |  |       |  |  |                                  |  |  |                                     |  |
|                                       |                                              | Luisa di Salm-Dhaun                              | …                                         |  |  |       |  |  |                                  |  |  |                                     |  |
|                                       |                                              | Luisa di Salm-Dhaun                              | …                                         |  |  |       |  |  |                                  |  |  |                                     |  |
| Luisa Isabella di Kirchberg           |                                              | Luisa di Salm-Dhaun                              |                                           |  |  |       |  |  |                                  |  |  |                                     |  |
|                                       |                                              | Enrico XI di Reuss-Greiz                         | Enrico II di Reuss-Obergreiz              |  |  |       |  |  |                                  |  |  |                                     |  |
|                                       |                                              | Enrico XI di Reuss-Greiz                         | Enrico II di Reuss-Obergreiz              |  |  |       |  |  |                                  |  |  |                                     |  |
|                                       |                                              | Enrico XI di Reuss-Greiz                         | Sofia Carlotta di Bothmer                 |  |  |       |  |  |                                  |  |  |                                     |  |
| Isabella Augusta di Reuss-Greiz       |                                              | Enrico XI di Reuss-Greiz                         |                                           |  |  |       |  |  |                                  |  |  |                                     |  |
|                                       |                                              | Corradina di Reuss-Köstritz                      | Enrico XXIV di Reuss-Schleiz              |  |  |       |  |  |                                  |  |  |                                     |  |
|                                       |                                              | Corradina di Reuss-Köstritz                      | Enrico XXIV di Reuss-Schleiz              |  |  |       |  |  |                                  |  |  |                                     |  |
|                                       |                                              | Corradina di Reuss-Köstritz                      | …                                         |  |  |       |  |  |                                  |  |  |                                     |  |
|                                       |                                              | Corradina di Reuss-Köstritz                      |                                           |  |  |       |  |  |                                  |  |  |                                     |  |